# Lý Nhân, Ninh Bình
	Lý Nhân		là một xã thuộc tỉnh Ninh Bình, Việt Nam.

## Địa lý
Trụ sở xã nằm cách phường Hoa Lư - trung tâm tỉnh lỵ Ninh Bình 45 km về phía Bắc, có vị trí địa lý:
- Phía tây bắc giáp phường Duy Tiên.
- Phía đông giáp xã Nam Xang.
- Phía tây giáp phường Tiên Sơn.
- Phía nam giáp xã Bình Lục.

Xã Lý Nhân	có diện tích:	18,38	km², 	dân số:	32.183	người, mật độ dân số: 	1751	người/km². 	
Đây là đơn vị có diện tích xếp thứ:	118	, số dân xếp thứ: 	58	và mật độ dân số xếp thứ: 	19	trong số 129 xã, phường ở Ninh Bình.  
Xã này nằm trên Quốc lộ 38B.

## Lịch sử
Theo Nghị quyết số 1674/NQ-UBTVQH15 ngày 16/6/2025 về sắp xếp các đơn vị hành chính cấp xã của tỉnh Ninh Bình năm 2025, Theo đó, sắp xếp toàn bộ diện tích tự nhiên, quy mô dân số của các xã Chính Lý, Hợp Lý và Văn Lý thành xã mới có tên gọi là xã Lý Nhân.